# Esame della saliva
Con la locuzione esame della saliva si indica genericamente un insieme di esami di laboratorio effettuabili su campioni di saliva per identificare marcatori di condizioni endocrine, immunologiche, infiammatorie, infettive, ed altre. 
La saliva è un fluido biologico utile per il dosaggio di ormoni steroidei come il cortisolo, materiale genetico come l'RNA, proteine quali enzimi ed anticorpi e molte altre sostanze. 
Il test della saliva è utilizzato per lo screening o la diagnosi di numerose condizioni e stati di malattia, compreso la malattia di Cushing, l'anovulazione, l'infezione da HIV, il cancro, alcune parassitosi, l'ipogonadismo e le allergie. Fra le possibili applicazioni si cita l'uso dell'esame da parte del governo americano per studiare le alterazioni del ritmo circadiano negli astronauti prima del volo e il profilo ormonale dei soldati sottoposti ad addestramenti in condizioni estreme.
I fautori dell'utilizzo del test della saliva sottolineano tra i principali vantaggi la facilità di raccolta del campione, la sicurezza e la non invasività dell'esame, l'accessibilità, l'accuratezza e la possibilità di evitare la puntura venosa per l'esecuzione di un prelievo ematico rispetto alle analisi del sangue ed altri tipi di test diagnostici. Inoltre, data la facilità con cui si possono ottenere campioni multipli, il test della saliva è particolarmente utile per effettuare valutazioni biologiche seriate nell'arco di ore, giorni o settimane.
Il test della saliva non è solo oggetto di ricerca continua, ma si è dimostrato anche un valido strumento diagnostico, come evidenziato dal suo utilizzo in tre decenni di utilizzo nella pratica clinica. I primi studi sull'applicabilità del test salivare si sono concentrati principalmente sul dosaggio degli ormoni steroidei e degli anticorpi. Recentemente si sono invece sviluppate tecniche sempre più sofisticate per rilevare altri tipi di proteine, materiale genetico, e marker dello stato nutrizionale. Secondo Wong, dell'Università della California, gli studiosi stanno guardando alla saliva come ad «un prezioso liquido biologico [...] dal quale vi è la possibilità di ricavare più dati di quanto sia possibile attualmente con altri metodi diagnostici».

## Tecnica
Il test sulla saliva viene attualmente eseguito utilizzando la tecnica ELISA (acronimo per Enzyme-Linked ImmunoSorbent Assay, Saggio Immuno-Assorbente legato ad un Enzima), la tecnica PCR (reazione a catena della polimerasi), la spettrometria di massa ad alta risoluzione (HRMS), od altre nuove tecnologie. Tutti questi metodi consentono l'individuazione di specifiche molecole come il cortisolo, la proteina C reattiva (CRP), o le IgA secretorie. Questo tipo di test in genere comporta la raccolta di una piccola quantità di un campione di saliva in una provetta sterile e la sua successiva analisi di laboratorio.
Alcuni metodi richiedono la raccolta della saliva con un tampone assorbente, l'applicazione sullo stesso di una soluzione chimica, e la valutazione di viraggio del colore per indicare un risultato positivo o negativo. Quest'ultimo metodo è comunemente usato come tecnica point-of-care (auto diagnosi con attrezzature diagnostiche personali) per lo screening di infezione da HIV.
I ricercatori stanno attualmente esaminando il ruolo crescente del test come routine tra gli esami eseguibili in uno studio dentistico o medico, dove la raccolta della saliva è molto semplice da eseguire.

## Fisiologia

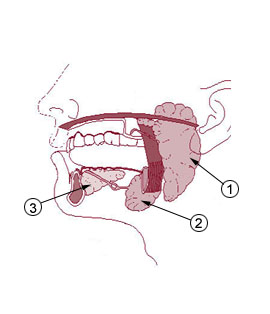
Ghiandole salivari: 1.parotide, 2.sottomandibolare, 3.sottolinguale.

Gli esseri umani hanno tre principali ghiandole salivari: parotide, sottomandibolare e sottolinguale. Queste ghiandole, insieme a ulteriori ghiandole salivari minori, secernono una ricca miscela di prodotti chimici biologici, proteine, elettroliti, il materiale genetico, polisaccaridi e altre molecole. 
La maggior parte di queste sostanze penetra all'interno dell'acino delle ghiandole salivari e nel sistema duttale dai capillari circostanti attraverso il liquido interstiziale, anche se alcune sostanze sono prodotte all'interno delle ghiandole stesse.
Le concentrazioni di ogni sostanza riscontrabile nella saliva variano notevolmente a seconda dello stato di salute della persona e la presenza di un'eventuale malattia (orale o sistemica). 
Misurando queste sostanze nella saliva, è possibile eseguire un accurato screening di una varietà di infezioni, allergie, disturbi ormonali, e neoplasie.

## Uso clinico
Le seguenti condizioni sono tra quelle che possono essere individuate tramite il test della saliva (l'elenco non è esaustivo):
- disfunzioni (malattia di Cushing / sindrome e malattia di Addison)
- disfunzioni ormonali femminili (sindrome dell'ovaio policistico, menopausa, anovulazione, alterazioni ormonali tipiche del ciclo mestruale)
- disfunzioni ormonali maschili (ipogonadismo / andropausa e stati iperestrogenici)
- disturbi metabolici (resistenza all'insulina, diabete e sindrome metabolica)
- neoplasie benigne e tumori metastatici (cancro al seno, cancro del pancreas, cancro orale)
- malattie infettive (Hiv, epatite virale, amebiasi, e infezione da Helicobacter pylori)
- condizioni allergiche (ad esempio allergia alimentare).

## Evidenze e linee di ricerca attuali

### Alterazioni dei livelli di cortisolo e melatonina
Nel 2008 la Società di Endocrinologia statunitense ha pubblicato le linee guida per la diagnosi della sindrome di Cushing. In queste linee guida si consiglia l'esecuzione del test del cortisolo salivare a mezzanotte in due giorni consecutivi quale un possibile strumento di screening iniziale.
Nel 2009 una revisione delle citate linee guida ha concluso che a tarda notte il test del cortisolo salivare è una valida alternativa ai dosaggi sierici di cortisolo per la diagnosi di sindrome di Cushing, riferendo che sia la sensibilità che la specificità superano il novanta per cento.
Nel 2010, Sakihara e suoi collaboratori del Dipartimento di Endocrinologia e Metabolismo della Hirosaki University, in uno studio hanno valutato l'utilità e l'accuratezza del dosaggio salivare, plasmatico ed urinario dei livelli di cortisolo e ne hanno concluso che la determinazione del cortisolo salivare appare essere il "metodo di scelta" per lo screening della sindrome di Cushing. Nel 2008 Restituto e collaboratori a seguito di un loro studio hanno affermato che il dosaggio del cortisolo salivare eseguito nelle prime ore del mattino è altrettanto "buono come quello eseguito sul siero" per la tecnica di screening della malattia di Addison.
Nel 2010 Bagcim e collaboratori (Università di Bonn), si sono concentrati sui livelli di melatonina nella saliva e stabilirono che tale dosaggio "riflette in qualsiasi momento del giorno il dosaggio riscontrabile nel siero" e pertanto appare un'alternativa affidabile al dosaggio della melatonina sierica per lo studio della fisiologia della ghiandola pineale nei neonati. Nel 2008 una rassegna (review) dei migliori articoli scientifici ha descritto il test della melatonina sulla saliva come un "metodo pratico e affidabile utilizzabile sia in trial clinici che di ricerca".

### Alterazioni degli ormoni sessuali
Uno studio del 2009 ha esaminato l'utilizzo del test della saliva per la misurazione di estradiolo, progesterone, deidroepiandrosterone (DHEA), e dei livelli di testosterone in 2.722 soggetti (maschi e femmine). I ricercatori hanno confermato la "validità delle misurazione dei livelli salivari degli ormoni sessuali" ed hanno concluso che il test salivare è stato un buon metodo in particolare per testare gli adulti più anziani data la facilità della raccolta dei campioni a domicilio.

#### Nei soggetti femminili

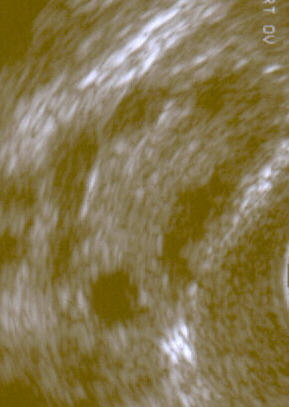
Immagine ecografica della sindrome dell'ovaio policistico, la cui diagnosi si può avvalere anche del test della saliva.

Nel 2010, uno studio ha identificato l'ormone luteinizzante (LH) come un ottimo ed accurato marker biologico salivare della ovulazione nelle femmine. I ricercatori hanno misurato diversi ormoni nella saliva durante il ciclo mestruale e hanno scoperto che il dosaggio dell'ormone luteinizzante nella saliva era affidabile ed elevato durante il periodo ovulatorio e, per questo motivo, "la determinazione dei livelli di LH nella saliva è un modo affidabile per determinare l'ovulazione".
Un precedente studio del 1983, eseguito sulla determinazione di svariati steroidi salivari, aveva già dimostrato che la misurazione quotidiana del progesterone salivare "fornisce un prezioso strumento per valutare la funzione ovarica". Nel 2001 fu eseguito uno studio che comprendeva il campionamento giornaliero di saliva di soggetti sani e la sua messa in relazione con il ciclo mestruale. I ricercatori conclusero che le determinazioni salivari degli ormoni, ed in particolare le curve di estradiolo e progesterone, corrispondevano all'analogo profilo quotidiano normalmente osservato nel sangue, anche se con una minore ampiezza. Nel 1999 altri ricercatori riferirono che l'esecuzione di test ELISA sulla saliva "poteva servire come un metodo affidabile per la determinazione dell'estriolo".
Nel 2007 un articolo ha riportato che la misurazione di testosterone libero, anche attraverso il test della saliva, rappresenta "l'indicatore biochimico più sensibile per sostenere la diagnosi di ovaio policistico". 
Nel 1990 Vuorento e collaboratori hanno scoperto che le disfunzioni della fase luteale, in cui i livelli di progesterone declinano prematuramente all'interno del ciclo mestruale, sono stati identificati con alta frequenza con test salivari del progesterone nelle donne che soffrono di infertilità inspiegabili.

#### Nei soggetti maschili

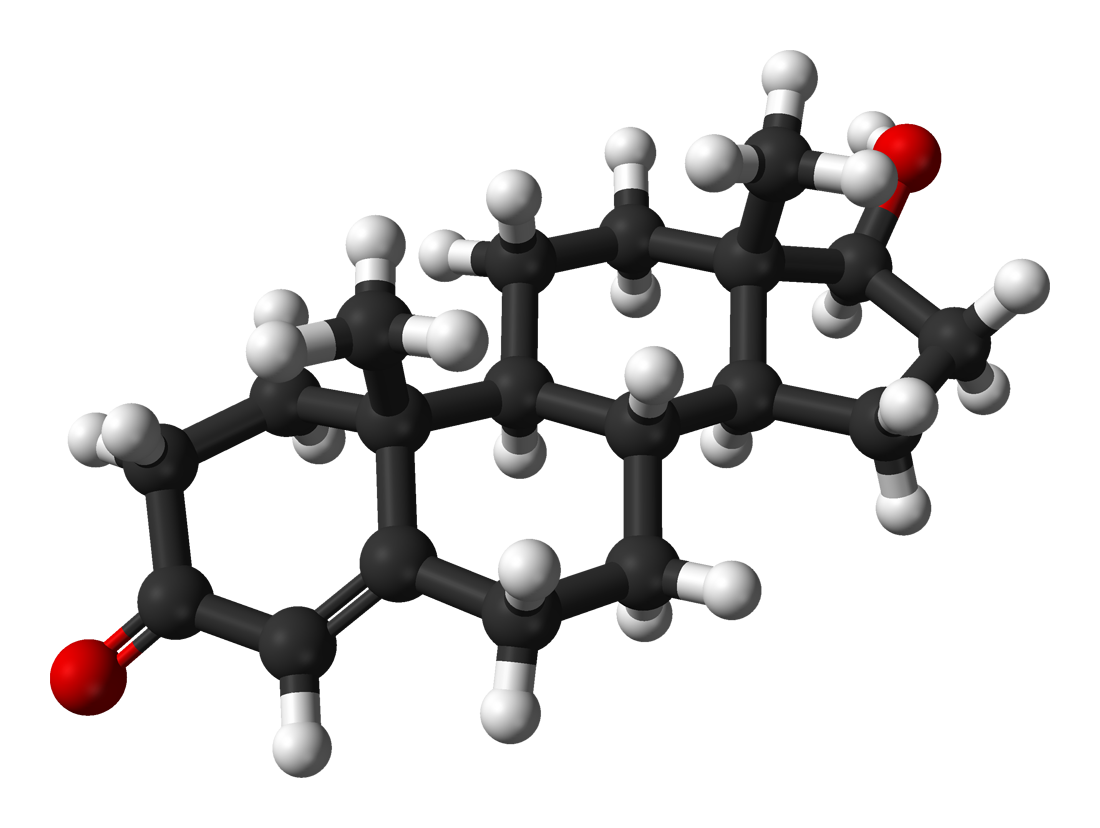
Rappresentazione grafica 3D di una molecola di testosterone.

Nel 2009 Shibayama e collaboratori della Kanazawa University, hanno esaminato l'accuratezza della misurazione degli androgeni nella saliva per la diagnosi di ipogonadismo ad insorgenza tardiva (riduzione relativa dei livelli di androgeni correlata all'età, spesso chiamata "andropausa"). I ricercatori hanno stabilito che l'accuratezza del dosaggio del testosterone e del deidroepiandrosterone (DHEA) nella saliva supera il 98,5% e che questo metodo ha una "soddisfacente applicabilità" per la diagnosi di ipogonadismo ad insorgenza tardiva.
Uno studio del 2007 ha riportato una sensibilità e una specificità del 100% per il testosterone salivare nell'escludere l'ipogonadismo ed ha concluso che il testosterone salivare è un marker biologico molto utile per la diagnosi di carenza di androgeni nel sesso maschile.
L'uso dei dosaggi del testosterone salivare per lo screening di ipogonadismo è stato successivamente validato da altri studi, tra cui uno che ha visto coinvolti 1 454 individui. I ricercatori hanno concluso che il testosterone salivare è "un test accettabile per lo screening per l'ipogonadismo".

### Condizioni neoplastiche

#### Carcinoma pancreatico
Nel 2010 uno studio condotto dalla School of Dentistry and Dental Research Institute dell'Università della California, ha dimostrato che è possibile rilevare il cancro al pancreas con alta sensibilità e specificità (90,0% e 95,0%, rispettivamente) attraverso uno screening della saliva effettuato su quattro biomarcatori mRNA specifici. In una revisione di articoli scientifici del 2011 aventi per oggetto lo studio di biomarcatori per il cancro al pancreas, Hamade e Shimosegawa (Tohoku University Graduate School of Medicine) conclusero che l'applicazione clinica dell'esame della saliva è un marcatore biologico "utile per lo screening e la diagnosi precoce del cancro al pancreas".

#### Cancro della mammella

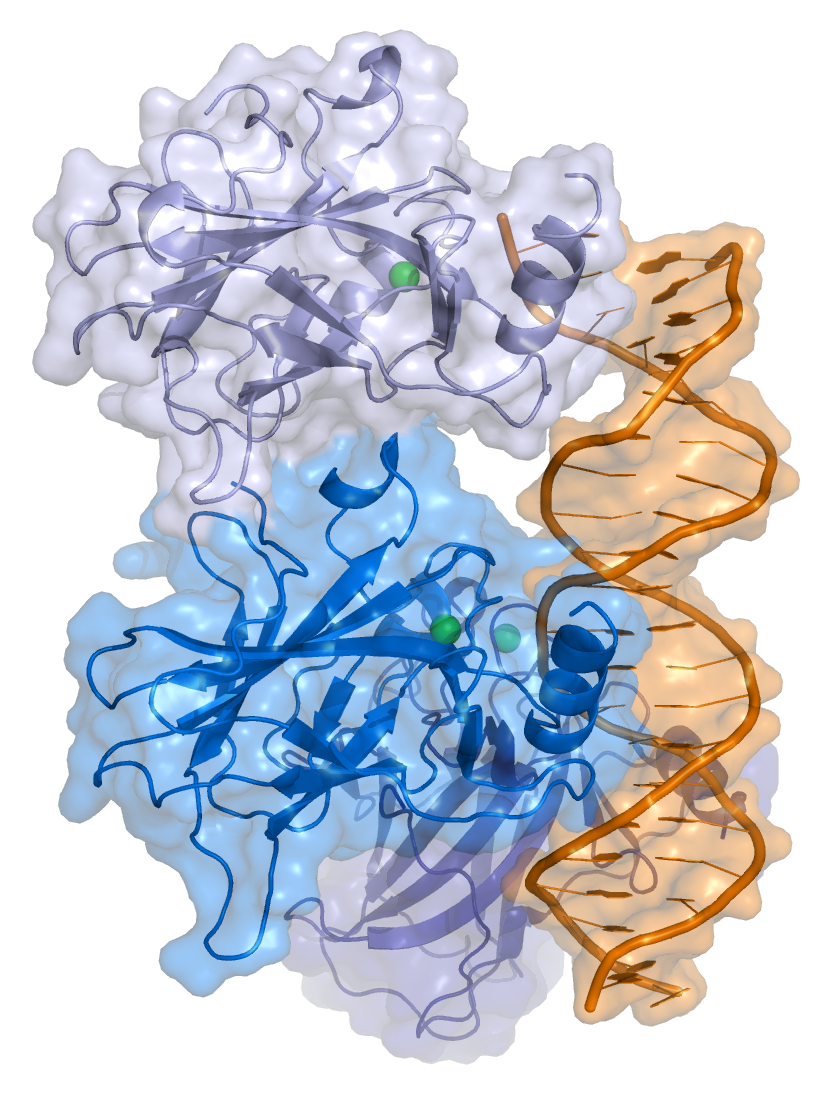
Figura rappresentante il complesso tra DNA e la proteina p53 (descritto in Cho e collaboratori Science 265 pp. 346, 1994).

Nel 2008 Emekli-Alturfan e collaboratori della Marmara University di Istanbul, compararono la saliva di pazienti affetti da cancro al seno rispetto a quella di individui sani ed osservarono, in particolare, che i campioni provenienti da pazienti con carcinoma mammario contenevano cellule displastiche e presentavano livelli ridotti di perossidasi lipidica.
Nel 2000 uno studio ha confrontato i livelli salivari di un marcatore del cancro al seno (HER2/neu) nelle donne sane, in quelle con lesioni mammarie benigne, ed in quelle con cancro al seno. I ricercatori hanno trovato che il livello salivare (similmente al livello sierico) di questo indicatore era significativamente più alto nelle donne con cancro al seno rispetto alle donne sane ed alle donne con lesioni mammarie benigne. Inoltre affermarono che il marcatore poteva essere potenzialmente utilizzato come strumento per la diagnosi tumore al seno o per l'identificazione di eventuali recidive.
Un ulteriore studio ha confermato questi risultati ed ulteriormente dimostrato che un altro marcatore di cancro al seno (CA15-3) risulta elevato, così come la proteina p53 soppressore del tumore risulta ridotta nella saliva delle donne con cancro al seno rispetto alle donne sane del gruppo di controllo ed alle donne con lesioni mammarie benigne.

#### Tumori del cavo orale
Nel 2010 Jou e collaboratori (China Medical University di Taiwan) trovarono che i pazienti con diagnosi di carcinoma a cellule squamose orale, avevano livelli più elevati di transferrina nella saliva rispetto ai controlli sani e, inoltre, che il dosaggio salivare della transferrina usando la tecnica ELISA risultava "altamente specifico, sensibile e preciso per una diagnosi precoce di cancro orale". 
Uno studio del 2009 riportava che i livelli di due biomarcatori, la Ciclina D1 (aumentata rispetto ai controlli) ed il Maspin (diminuito rispetto ai controlli), avevano una sensibilità e specificità del 100% per la rilevazione del cancro orale, se misurati nella saliva.
Il test sulla saliva per mRNA specifici è stato trovato potenzialmente molto valido per la diagnosi del cancro orale. Infatti, ci sono prove che suggeriscono che la diagnostica per RNA su saliva sia leggermente superiore a quella sierica, con il valore di ROC (Receiver operating characteristic) che si attesta sul 95% per la saliva, ma solo all'88% per il siero.

### Alterazioni della glicemia
Uno studio del 2009 ha confrontato i livelli di glucosio nella saliva di pazienti diabetici comparandoli a quelli dei controlli non affetti da diabete. Gli autori hanno riferito che "la concentrazione salivare di glucosio e la sua escrezione risultava molto più alta nei pazienti diabetici rispetto ai soggetti sani utilizzati come gruppo di controllo". Nel 2009 sono stati indagati alcuni marcatori biologici salivari che potrebbero aiutare l'identificazione di soggetti affetti da diabete di tipo 2. I ricercatori hanno trovato che ben 65 proteine, la maggior parte delle quali risultano coinvolte nella regolazione del metabolismo e nella risposta immunitaria, sono state significativamente alterate nei diabetici di tipo 2.
Essi hanno inoltre osservato che l'aumento relativo di queste proteine specifiche era direttamente proporzionale alla gravità della malattia (ad esempio, erano modicamente elevate nei pre-diabetici e significativamente elevate nei pazienti diabetici). Nel 2010 Soell e collaboratori dell'Università di Strasburgo, riscontrarono che un particolare marker biologico salivare (la Cromogranina A) veniva sovra-espressa nel 100% dei pazienti con diabete rispetto ai controlli. Nel 2010 venne condotta un'analisi trasversale di 500 persone e scoprirono che un aumento dei livelli salivari di lisozima era "significativamente associata alla sindrome metabolica."

### Condizioni infettive

#### Virus dell'immunodeficienza umana (HIV)

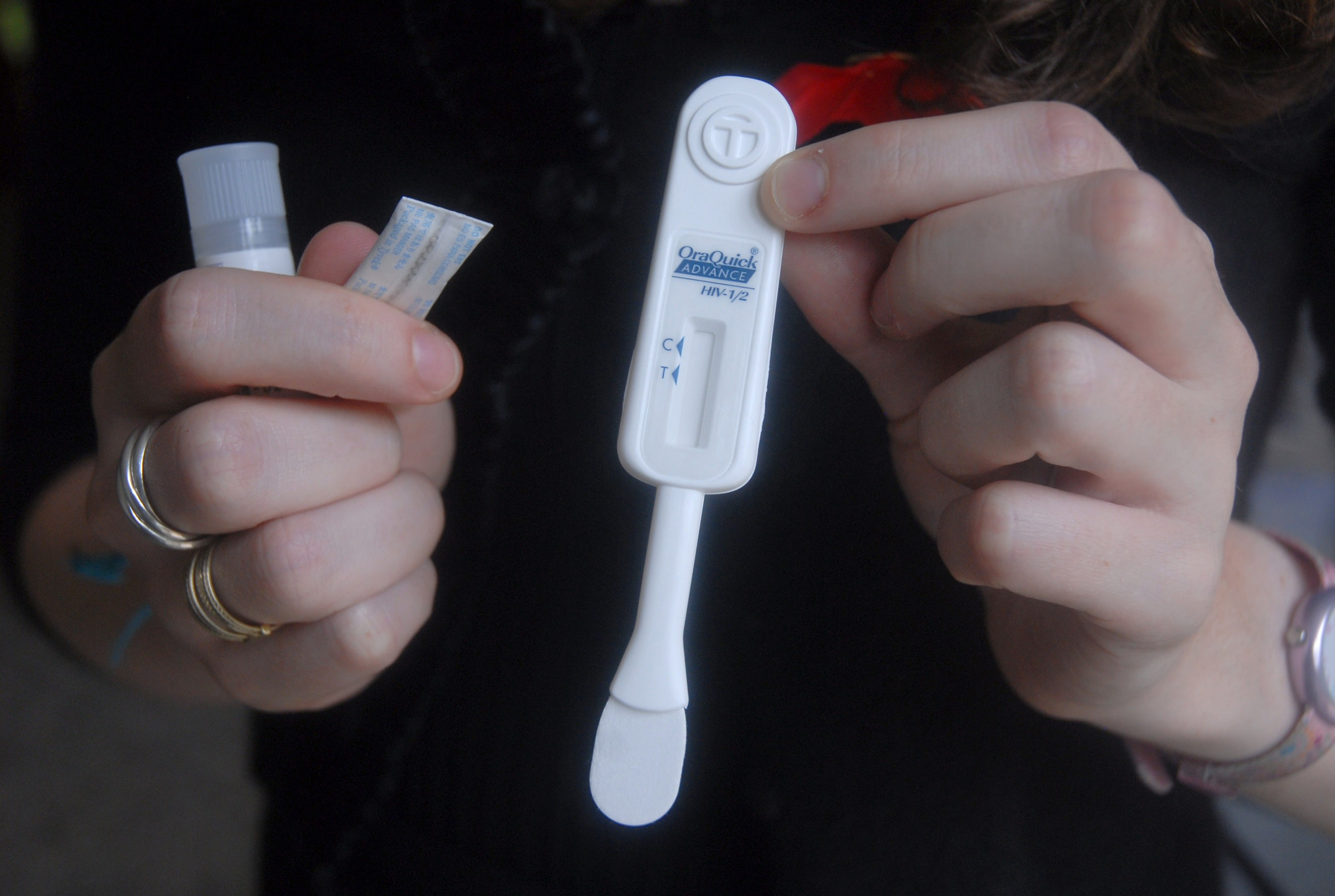
Test HIV per saliva.

La precisione dell'esame nella ricerca di anticorpi anti-HIV è stata dimostrata in numerosi studi. In due recenti studi su larga scala è stata riscontrata una sensibilità e una specificità del 100%. Il primo di questi è stato pubblicato nel 2008 e ha comparato l'identificazione di anticorpi tramite il test della saliva rispetto ai test sierici utilizzando la tecnica ELISA in 820 individui.
Il secondo studio ha comparato in 591 individui il test degli anticorpi nella saliva rispetto al siero utilizzando la tecnica ELISA, seguita poi da analisi di conferma tramite tecnica Western Blot. La precisione e validità del test anticorpale anti-HIV sulla saliva è stato confermato successivamente da molti altri studi, la qual cosa ha portato all'approvazione di questo metodo da parte della statunitense Food and Drug Administration nel 2004.

#### Epatite virale
Diversi studi hanno dimostrato il potenziale diagnostico del test dell'esame della saliva per il test dell'epatite. Uno studio del 2011 ha dimostrato che il test salivare con ricerca dell'antigene di superficie di HBV, realizzato con metodica ELISA, aveva una sensibilità e una specificità del 93,6% e 92,6%, rispettivamente. Altri ricercatori hanno sottolineato che il test della saliva per anticorpi anti-HAV (IgM ed IgG) è un metodo efficace per identificare le persone con infezione da HAV. Anche l'epatite C è stata identificata utilizzando metodi di rilevamento salivari. Yaari e collaboratori in uno studio del 2006 hanno riferito che il test della saliva per anticorpi anti-HCV ha dimostrato una sensibilità del 100% e una specificità che è stata descritta "simile o migliore" rispetto ai test su siero.

#### Infezioni parassitarie
Uno studio del 2010 studio ha evidenziato che la ricerca sulla saliva del parassita Entamoeba histolytica era decisamente superiore agli attuali metodi di rilevamento sulle feci nei pazienti affetti da infezione da E. histolytica associata ad ascessi epatici. Nel 2004 venne scoperta che la concentrazione di IgA salivari anti-E. histolytica aveva "valore diagnostico predittivo di amebiasi intestinale ... così come l'identificazione su tessuti". 
Uno studio del 1990 effettuato su 223 bambini delle scuole con ricerca dell'E. histolytica tramite test della saliva dimostrò una sensibilità e una specificità dell'85% e del 98% rispettivamente.
Nel 2005 venne stabilito che il riscontro su saliva di anticorpi IgG contro Toxoplasma gondii aveva una sensibilità e una specificità del 98,5% e 100% rispettivamente. Uno studio pubblicato nel 1990 ha dimostrato l'utilità diagnostica del test della saliva con ricerca di anticorpi di tipo IgG per identificare la neurocisticercosi secondaria ad infezione di Taenia solium.

#### Infezione daHelicobacter pylori

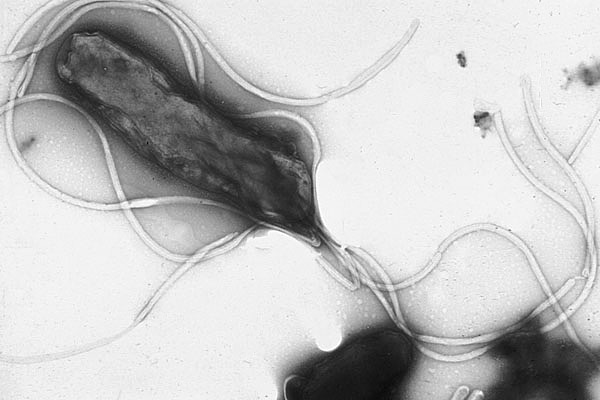
Il batterio gram negativo flagellato Helicobacter pylori.

In uno studio del 2005 alcuni ricercatori hanno studiato l'accuratezza della diagnosi di infezione di Helicobacter pylori in pazienti dispeptici con livelli salivari di IgG anti-H. pylori. Questi studiosi hanno stabilito che il test della saliva per la ricerca di anticorpi anti-H. pylori "potrebbe essere utilizzato in modo affidabile per lo screening dei pazienti dispeptici nella medicina generale".
Nel corso dello stesso anno Tiwari e collaboratori del Deccan College of Medical Sciences, hanno esaminato l'accuratezza dei test della saliva per la ricerca del DNA di H. pylori e quanto bene questo dato correla con presenza di H. pyloririlevata attraverso la biopsia gastrica. Sulla base dei loro risultati, i ricercatori hanno concluso che il test della saliva potrebbe servire come un metodo affidabile e non invasivo per la rilevazione dell'infezione di H. pylori.

#### Parodontiti
Uno studio del 2009 ha focalizzato l'attenzione dei ricercatori sui biomarcatori salivari della malattia parodontale. Le loro scoperte hanno rivelato che le concentrazioni di tre sostanze (perossidasi, idrossiprolina e calcio) sono risultate significativamente aumentate nella saliva dei pazienti con parodontite. Uno studio del 2010 ha dimostrato che l'aumento di tre biomarcatori salivari (MMP-8, TIMP-1, e ICTP), in particolare quando analizzati utilizzando un saggio immunofluorometrico seriato (con dosaggi a breve distanza di tempo), era suggestivo di parodontite.

### Malattie cardiovascolari

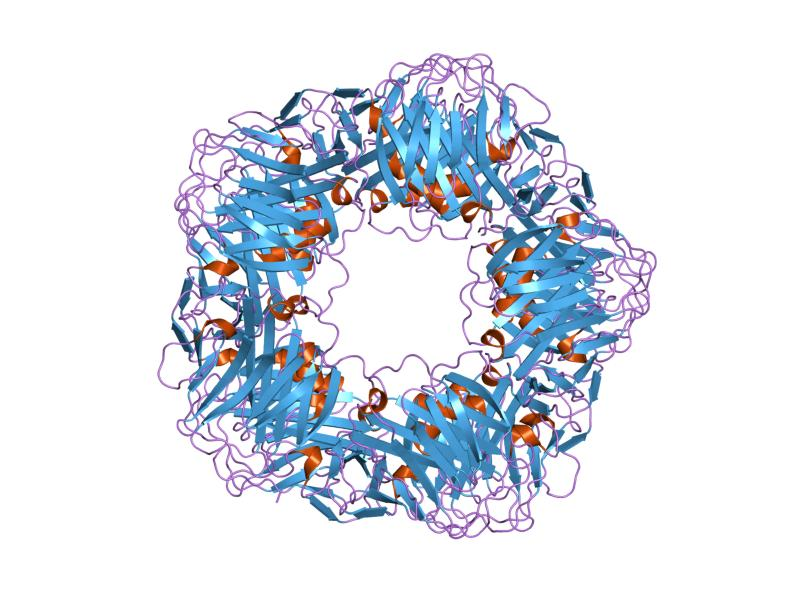
Elaborazione tridimensionale della proteina C-reattiva.

Nel 2011 venne studiata “l'utilità clinica del dosaggio dei livelli salivari della Proteina C-reattiva (PCR) nel valutare gli eventi coronarici (come l'infarto del miocardio) in un contesto di assistenza sanitaria primaria.” I ricercatori trovarono che le concentrazioni della PCR nella saliva di pazienti cardiopatici erano significativamente più elevati se comparati ai soggetti di controllo in buona salute. Inoltre scoprirono che la PCR salivare correlava con i livelli sierici di proteina C-reattiva nei pazienti cardiopatici e, quindi, avrebbe potuto rivelarsi un utile strumento "per la valutazione del rischio di eventi coronarici in studi di screening su popolazioni ampie."

### Stati allergici
Uno studio del 2002 ha esplorato la relazione tra allergie ed i livelli di immunoglobuline salivari in ottanta soggetti. I ricercatori hanno dimostrato un'associazione tra lo sviluppo di allergie ed alterazioni nei livelli salivari di IgA allergene-specifiche (più elevate rispetto ai controlli) ed IgA secretorie totali (ridotte rispetto ai controlli). Nel 2011 Peeters e collaboratori identificarono aberrazioni caratteristiche in alcuni metaboliti salivari che sono stati associati con individui allergici alle arachidi quando comparati ai controlli tolleranti alle arachidi. Nel 2003 Vojdani e collaboratori trovarono che gli individui esposti a varie muffe allergeniche ed a micotossine mostravano "livelli significativamente più alti di anticorpi IgA nella saliva contro una o più specie di muffa".

### Altre sostanze chimiche
Nel 2009 Rosa e collaboratori dell'ospedale universitario di Olomouc, riferirono che il test della saliva era diventato così ampiamente diffuso da aver iniziato a sostituire i test delle urine come standard per la rilevazione di droghe illecite ed altri farmaci psicoattivi (benzodiazepine ed altri). 
Shin e collaboratori in uno studio del 2008 sottolineano che l'individuazione nella saliva dell'etanolo e di tre dei suoi metaboliti (metanolo, glicole etilenico, glicole dietilenico) aveva una "sensibilità e specificità relativamente alta" e che tale test salivare rendeva estremamente rapida la diagnosi di intossicazione alcolica. Uno studio del 2002 d'altro canto dimostrava che vi era un buon accordo tra il dosaggio dell'etanolo ottenuto su saliva e l'analisi eseguita sul respiro, e che il test cromatografico dell'etanolo su saliva è "specifico ... e mostra una buona accuratezza e precisione."
Nel 2011 Vindenes e collaboratori (Norwegian Institute of Public Health) studiarono la fattibilità del monitoraggio delle droghe di abuso utilizzando come campione la saliva, confrontando questo metodo con il classico dosaggio delle droghe sulle urine. I ricercatori scoprirono che alcuni metaboliti delle droghe d'abuso venivano rilevati più di frequente nella saliva che nelle urine, e questo era vero in particolare per la6-Monoacetilmorfina, l'anfetamina, la metanfetamina, ed il N-desmetildiazepam. Questo stesso studio ha dimostrato che il test della saliva è in grado di rilevare i metaboliti di altre droghe, sia pure con una sensibilità inferiore di quella del test delle urine: questo è vero in particolare per la morfina, altre benzodiazepine, la cannabis e la cocaina.

## Criticità della metodologia

### Sensibilità e specificità

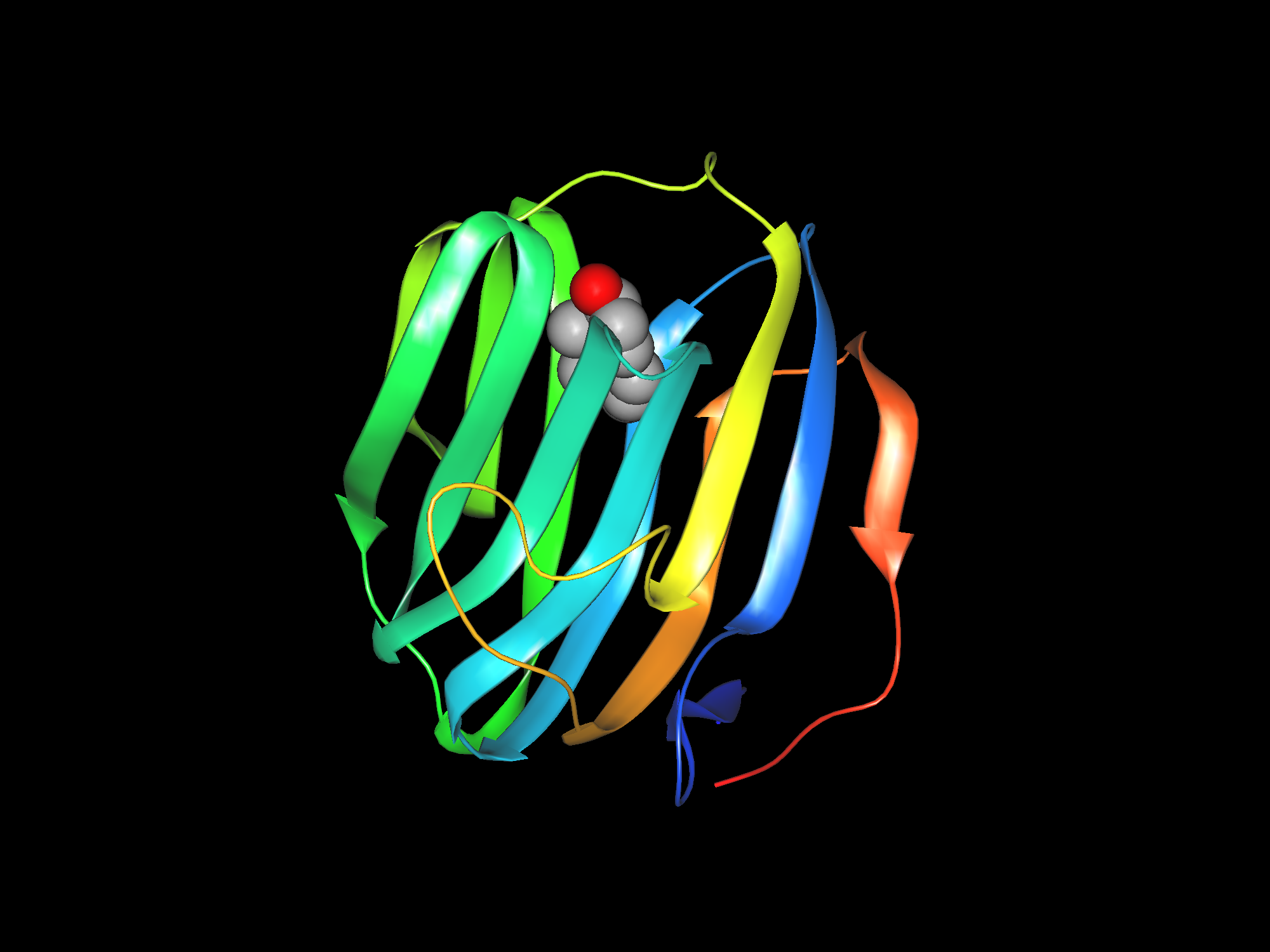
Struttura tridimensionale della sex hormone-binding globulin (SHBG)

Una critica spesso rivolta nell'utilizzo della saliva come fluido per la ricerca di marcatori biologici diagnostici è che questi ultimi sono presenti in quantità che sono troppo basse per essere rilevate in modo affidabile. Come sottolinea Wong, tuttavia, questo fatto "non è più una limitazione" a causa dello sviluppo di tecniche di rilevazione sempre più sensibili. I progressi nella tecnica ELISA e nella spettrometria di massa, oltre ad aver portato alla luce nuovi metodi di rilevamento in grado di sfruttare le nanotecnologie ed altre tecnologie, consentono ai ricercatori e ai professionisti di ottenere un'elevata sensibilità analitica. La specificità dei marcatori biologici indagati è un'altra obiezione spesso associata all'esame della saliva, così come spesso lo è con l'esame del sangue o delle urine.
Molti marcatori biologici non sono aspecifici (ad esempio, la PCR è un marker infiammatorio non specifico), e quindi non possono essere usati da soli per diagnosticare alcuna malattia particolare. Questo problema è attualmente affrontato attraverso l'identificazione di marcatori biologici multipli correlati ad una medesima malattia. Questi possono essere studiati assieme al fine di creare un pannello ("panel") completo di test che aumenta significativamente la specificità diagnostica. Da notare che alcuni tipi di esami sulla saliva sono stati considerati da molti meno specifici delle analisi del sangue; questo è particolarmente vero per gli ormoni steroidei.
Dal momento che i test ormonali eseguiti su saliva misurano unicamente quegli ormoni che non sono "bloccati" dalle globuline leganti gli ormoni sessuali (SHBG) o dall'albumina, i valori così ricavati sono considerati riflettere la frazione ormonale "libera", che è poi anche quella dotata di attività biologica. La ricerca continua nel campo dei test salivari senza dubbio porterà ad ulteriori miglioramenti sia nell'ambito della sensibilità che della specificità.

### Standardizzazione
Similmente ad altri metodi diagnostici, uno svantaggio del test della saliva è la variabilità che esiste tra i dispositivi diagnostici e le tecniche di analisi di laboratorio, e questo è soprattutto vero per il dosaggio degli ormoni. Di conseguenza, sebbene il risultato di un test possa essere accurato ed affidabile nell'ambito di un particolare metodo di dosaggio o di laboratorio, tuttavia non è possibile eseguire comparazioni con risultati ottenuti con metodi diversi. Mentre la comunità scientifica continua a validare e raffinare metodi di indagine sulla saliva ed a stabilire standard di valori di riferimento per diversi marker biologici, questo problema dovrebbe essere affrontato seriamente e risolto. Recentemente, il National Institutes of Health statunitense ed i Servizi di Salute Pubblica hanno concesso finanziamenti cospicui per ulteriori progressi nella ricerca sui test salivari, compreso lo sviluppo di standard diagnostici.